# Табачук, Николай Григорьевич
Николай Григорьевич Табачук (1932—2009) — советский государственный деятель, генерал-майор (1982).

## Биография
Родился 20 декабря 1932 года в селе Белоярка Вишневского района Акмолинской области Казахской ССР, в настоящее время Аршалынского района Республики Казахстан, в семье служащих.
В 1952 году окончил Акмолинский техникум железнодорожного транспорта по специальности «Паровозное хозяйство». С этого же года начал службу в органах госбезопасности — сначала в Управлении охраны МГБ по Амурской железной дороге, затем работал на оперативных и руководящих должностях в Управлении КГБ при Совете Министров Казахской ССР по Целинному краю и Северо-Казахстанской области. В 1962 году Н. Г. Табачук окончил Высшую школу КГБ СССР (в настоящее время Академия Федеральной службы безопасности России) по специальности «Правоведение».
После получения высшего образования, последовательно занимал должности: начальника Управления КГБ Туркменской ССР по Чарджоуской области (1976—1978), старшего инспектора 2-го отдела Инспекторского управления КГБ СССР (1978—1980), начальника Управления КГБ по Вологодской области (1980—1987). С июня 1987 по декабрь 1991 года Николай Табачук являлся председателем КГБ Мордовской АССР.
После распада СССР продолжил службу в органах государственной безопасности России и по июль 1992 года работал начальником УАФБ по Республике Мордовия. С июля 1992 года находился на пенсии. Проживал в Саранске, некоторое время работал в коммерческих структурах, затем занимался общественной деятельностью — входил в состав представителей общественности в Квалификационную коллегию судей Республики Мордовия. Умер 18 апреля 2009 года.
Был награждён медалями СССР.